# Société nationale de contrôle technique
La Société nationale de contrôle technique (SNCT) est une autorité luxembourgeoise placée sous la tutelle du ministère de la Mobilité et des Travaux publics et qui est chargé notamment du contrôle technique des véhicules routiers et des permis de conduire. Depuis 1993, l'autorité est également responsable de l'attribution des plaques d'immatriculation et de la vérification électronique des temps de conduite par chronotachygraphe.

## Histoire
À l'origine, l'attribution des plaques d'immatriculation incombait à la police. En 1955, le contrôle technique est rendu obligatoire au Grand-Duché.
Depuis 1993, les tâches administratives liées à l'immatriculation des véhicules routiers sont confiées au Ministère des transports, qui créé la Société nationale de contrôle technique (SNCT). À cette fin, le système informatique luxembourgeois du système d'information sur les véhicules (LUVIS) a été mis en œuvre afin de gérer toutes les tâches liées à l'immatriculation de manière efficace et rapide.
Monopole d'État, le marché du contrôle technique automobile a été ouvert à la concurrence en 2016, l'une de premières entreprises privées à s'y implanter étant Dekra.

## Organisation
Les trois centres de contrôle technique se trouvent à Sandweiler (centre), Esch-sur-Alzette (sud) et à Wilwerwiltz (nord) ; ce dernier dispose d'une annexe à Bissen réservée aux poids-lourds.
La SNCT a noué des partenariats avec plusieurs garages permettant d'y faire contrôler un véhicule par un agent assermenté.